# ۲سی-تی
۲ث-ت (به انگلیسی: 2C-T) با فرمول شیمیایی C۱۱H۱۷NO۲S یک ترکیب شیمیایی است. که جرم مولی آن ۲۲۷٫۳۲ g/mol می‌باشد. 